# بيتار سكانسي
بيتار سكانسي (بالكرواتية: Petar Skansi) مواليد 23 نوفمبر 1943 في دولة كرواتيا المستقلة، هو مدرب كرة سلة كرواتي ولاعب سابق. بدأ مسيرته الاحترافية في سنة 1964. مثّل منتخب بلاده. شارك في دورة الألعاب الأولمبية الصيفية سنة 1968. حقق المركز الأول في بطولة كأس العالم لكرة السلة 1970. اعتزل اللعب في 1976.

## المسيرة الاحترافية
لعب مع نادي سبليت لكرة السلة من سنة 1964 إلى 1972، ثم لعب مع فيكتوريا يبرتاس بيزارو في الدوري الإيطالي في موسم 1972–1973، ثم لعب مع نادي سبليت لكرة السلة من سنة 1973 إلى 1976.

## سجل المنافسة
شارك في المنافسات التالية:
- بطولة أمم أوروبا لكرة السلة 1967
- بطولة أمم أوروبا لكرة السلة 1979
- الألعاب الأولمبية الصيفية 1996

## الميداليات
| الميدالية | المسابقة                         |
| --------- | -------------------------------- |
| فضية      | الألعاب الأولمبية الصيفية 1968   |
| فضية      | بطولة كأس العالم لكرة السلة 1967 |
| ذهبية     | بطولة كأس العالم لكرة السلة 1970 |
| فضية      | بطولة أمم أوروبا لكرة السلة 1965 |

## روابط خارجية
- بيتار سكانسي على موقع الاتحاد الدولي لكرة السلة (الإنجليزية)
- بيتار سكانسي على موقع سبورتس رفرنس (الإنجليزية)
- بيتار سكانسي على موقع أوليمبيديا (الإنجليزية)